# Stranger (serial telewizyjny)
Stranger (kor. 비밀의 숲 Bimileui sup) – serial koreański nadawany przez południowokoreańską stację tvN w każdą sobotę i niedzielę od 10 czerwca 2017 roku do 30 lipca 2017 roku. Główne role odgrywają w nim Cho Seung-woo i Bae Doona. Serial został przedłużony o drugi sezon, którego premiera miała miejsce 15 sierpnia 2020 roku.
Serial był jednocześnie emitowany za pośrednictwem platformy Netflix, która to zakupiła prawo do dystrybucji w cenie 200 tysięcy dolarów za odcinek. Seria jest dostępna także na terenie Polski.
Serial zdobył kilka nagród, w tym Daesang (Wielką nagrodę) na 54. ceremonii Baeksang Arts Awards.

## Opis fabuły
Chłodny w obejściu i twardo stąpający po ziemi prokurator łączy siły z pełną pasji panią detektyw by rozwiązać sprawę korupcji i morderstwa.

## Obsada

### Główna
- Cho Seung-woo jako Hwang Si-mok
  - Gil Jung-woo jako 10-letni Hwang Si-mok
  - Song Eui-joon jako 15-letni Hwang Si-mok
- Bae Doona jako Han Yeo-jin
- Lee Joon-hyuk jako Seo Dong-jae
- Yoo Jae-myung jako Lee Chang-joon
- Shin Hye-sun jako Young Eun-soo

### Drugoplanowa
Prokuratura
- Lee Kyu-hyung jako Yoon Se-won
- Park Sung-geun jako Kang Won-chul
- Lee Tae-hyung jako Kim Ho-sub
- Kim So-ra jako Choi Young

Komenda policji w Yongsan
- Choi Byung-mo jako Kim Woo-gyoon
- Park Jin-woo jako Kim Soo-chan
- Choi Jae-woong jako Jang Geon
- Jeon Bae-soo jako Detective Team Leader
- Song Ji-ho jako Park Soon-chang

Pozostali
- Lee Kyoung-young jako Lee Yoon-beom
- Yoon Se-ah jako Lee Yeon-jae
- Lee Ho-jae jako Young Il-jae
- Seo Dong-won jako Kim Jung-bon
  - Kim Jin-seong jako 15-letni Kim Jung-bon
- Nam Gi-ae jako matka Young Eun-soo
- Ye Soo-jung jako matka Park Moo-sunga
- Jeon Yeo-jin jako żona Kang Jin-suba
- Han Chang-hyun jako szef oddziału prokuratury
- Kim Ji-hoon jako Lee Moon-woo
- Jeon Soo-yeon jako Jo Hye-seon
- Jang Sung-bum jako Park Kyung-wan
- Park Yoo-na jako Kwon Min-ah/Kim Ga-young
- Bae Hyo-won jako sekretarka Yang
- Yoon Jong-in jako detektyw
- Seo Kwang-jae jako sędzia
- Kim Kyung-ryong jako ojczym Hwang Si-moka
- Kwak In-joon jako prowadzący Current Issue
- Song Soo-hyun jako Han Yi-ji
- Cheon Min-hee jako właściciel baru
- Son Dong-hwa jako lekarz
- Yu Seong-ju jako ojciec Kim Hu Jeonga

Cameo
- Park Soon-chun jako matka Hwang Shi-moka
- Um Hyo-sup jako Park Moo-sung
- Yoon Kyung-ho jako Kang Jin-sub
- Lee Jae-yong jako Kim Nam-jin
- Sunwoo Jae-duk jako Ahn Seung-ho
- Lee Jae-won jako Kim Tae-kyoon
- Tae In-ho jako Kim Byung-hyun

## Spis serii
| Seria | Odcinki    | Premierowa emisja | Premierowa emisja   | Pora emisji             |
| Seria | Odcinki    | Premiera serii    | Finał serii         | Pora emisji             |
| ----- | ---------- | ----------------- | ------------------- | ----------------------- |
| 1     | 1–16 (16)  | 10 czerwca 2017   | 30 lipca 2017       | sobota–niedziela, 21:00 |
| 2     | 17–32 (16) | 15 sierpnia 2020  | 4 października 2020 | sobota–niedziela, 21:00 |

## Odbiór
Seria miała wysoką oglądalność zarówno w kraju, jak i za granicą, zyskując także pozytywne recenzje dzięki napiętej akcji, dobrze skonstruowanej fabule oraz wybitnej grze aktorskiej.
Serial został też umieszczony na liście najlepszych seriali 2017 roku New York Timesa.

### Nagrody i nominacje
| Rok  | Ceremonia                | Kategoria                             | Nominowany    | Wynik     | Źródło               |
| ---- | ------------------------ | ------------------------------------- | ------------- | --------- | -------------------- |
| 2017 | 1. The Seoul Awards      | Daesang (Wielka nagroda)              | Stranger      | Nagroda   | [ 10 ] [ 11 ]        |
| 2017 | 1. The Seoul Awards      | Najlepszy aktor                       | Cho Seung-woo | Nominacja | [ 10 ] [ 11 ]        |
| 2017 | 1. The Seoul Awards      | Najlepsza nowa aktorka                | Shin Hye-sun  | Nominacja | [ 10 ] [ 11 ]        |
| 2018 | 54. Baeksang Arts Awards | Daesang (Wielka nagroda)              | Stranger      | Nagroda   | [ 12 ] [ 13 ] [ 14 ] |
| 2018 | 54. Baeksang Arts Awards | Daesang (Wielka nagroda)              | Cho Seung-woo | Nominacja | [ 12 ] [ 13 ] [ 14 ] |
| 2018 | 54. Baeksang Arts Awards | Najlepszy aktor pierwszoplanowy       | Cho Seung-woo | Nagroda   | [ 12 ] [ 13 ] [ 14 ] |
| 2018 | 54. Baeksang Arts Awards | Najlepszy serial telewizyjny          | Stranger      | Nominacja | [ 12 ] [ 13 ] [ 14 ] |
| 2018 | 54. Baeksang Arts Awards | Najlepszy reżyser                     | Ahn Gil-ho    | Nominacja | [ 12 ] [ 13 ] [ 14 ] |
| 2018 | 54. Baeksang Arts Awards | Najlepszy scenariusz                  | Lee Soo-yeon  | Nagroda   | [ 12 ] [ 13 ] [ 14 ] |
| 2018 | 54. Baeksang Arts Awards | Najlepszy aktor drugoplanowy          | Yoo Jae-myung | Nominacja | [ 12 ] [ 13 ] [ 14 ] |
| 2018 | 54. Baeksang Arts Awards | Najlepszy debiut aktorski (mężczyzna) | Lee Kyu-hyung | Nominacja | [ 12 ] [ 13 ] [ 14 ] |